# Gli uomini falco
Gli uomini falco (Sky Riders) è un film del 1976 diretto da Douglas Hickox.
È un film d'azione statunitense a sfondo avventuroso con James Coburn, Susannah York, Robert Culp e Charles Aznavour.

## Trama
Una donna e i suoi figli vengono rapiti ad Atene e tenuti in ostaggio in un monastero in cima ad una montagna da un movimento rivoluzionario terrorista. Un'operazione di salvataggio viene progettata con l'utilizzo di deltaplani.

## Produzione
Il film, diretto da Douglas Hickox su una sceneggiatura di Jack DeWitt, Greg MacGillivray, Stanley Mann e Garry Michael White con il soggetto di Hall T. Sprague e Bill McGaw, fu prodotto da Terry Morse Jr. per la Twentieth Century Fox Film Corporation. Fu girato in Grecia. Il titolo di lavorazione fu Hostages.

## Distribuzione
Il film fu distribuito con il titolo Sky Riders negli Stati Uniti dal 26 marzo 1976 al cinema dalla Twentieth Century Fox Film Corporation.
Altre distribuzioni:
- in Germania Ovest il 21 maggio 1976 (Auf der Fährte des Adlers)
- in Svezia il 23 maggio 1976 (Draknästet)
- nei Paesi Bassi l'8 luglio 1976
- in Finlandia il 30 luglio 1976 (Kotkanpesä)
- in Danimarca il 24 settembre 1976
- in Messico il 25 dicembre 1976 (La fortaleza prohibida)
- in Portogallo il 2 giugno 1978 (Os Cavaleiros do Céu)
- in Ungheria (Égi lovasok)
- in Spagna (El asalto de los hombres pájaro)
- in Brasile (Fortaleza do Inferno)
- in Francia (Intervention Delta)
- in Grecia (Kavallarides ton ouranon)
- in Italia (Gli uomini falco)

## Critica
Secondo il Morandini il film è un "thriller avventuroso di vecchio stampo con sequenze aeree spettacolari e mozzafiato".

## Promozione
Le tagline sono:
- "He's got to get her out, if its the last thing he does!".
- "He'll try anything once... especially if it's impossible!".
- "They soared from the skies to stage the most daring rescue ever filmed".